# Personer i Norge födda i Sverige
Till personer i Norge födda i Sverige och svenskar i Norge (norska: svensker i Norge) räknas personer som är folkbokförda i Norge och som har sitt ursprung i Sverige. Enligt Statistisk sentralbyrå fanns det den 1 januari 2021 i Norge sammanlagt 39 031 personer födda i Sverige. Enligt Regeringskansliet bor och arbetar omkring 80 000 svenskar i Norge.
De flesta svenskfödda i Norge bor i Østfold, Akershus, Oslo och Vestfold

## Historik

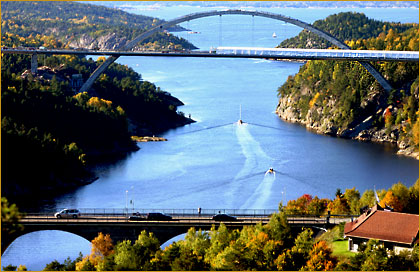
Svinesundsbron förbinder Norge och Sverige

År 1865 var invandrare från Sverige den största gruppen utlandsfödda i Norge om 15 784 personer av totalt 21 247 (74%).